# Passiflora auriculata
Passiflora auriculata Kunth – gatunek rośliny z rodziny męczennicowatych (Passifloraceae Juss. ex Kunth in Humb.). Występuje naturalnie na obszarze od Nikaragui aż po Boliwię i Brazylię (w stanach Acre, Amazonas, Amapá, Pará, Rondônia, Roraima, Mato Grosso, Espírito Santo oraz Minas Gerais).

## Morfologia

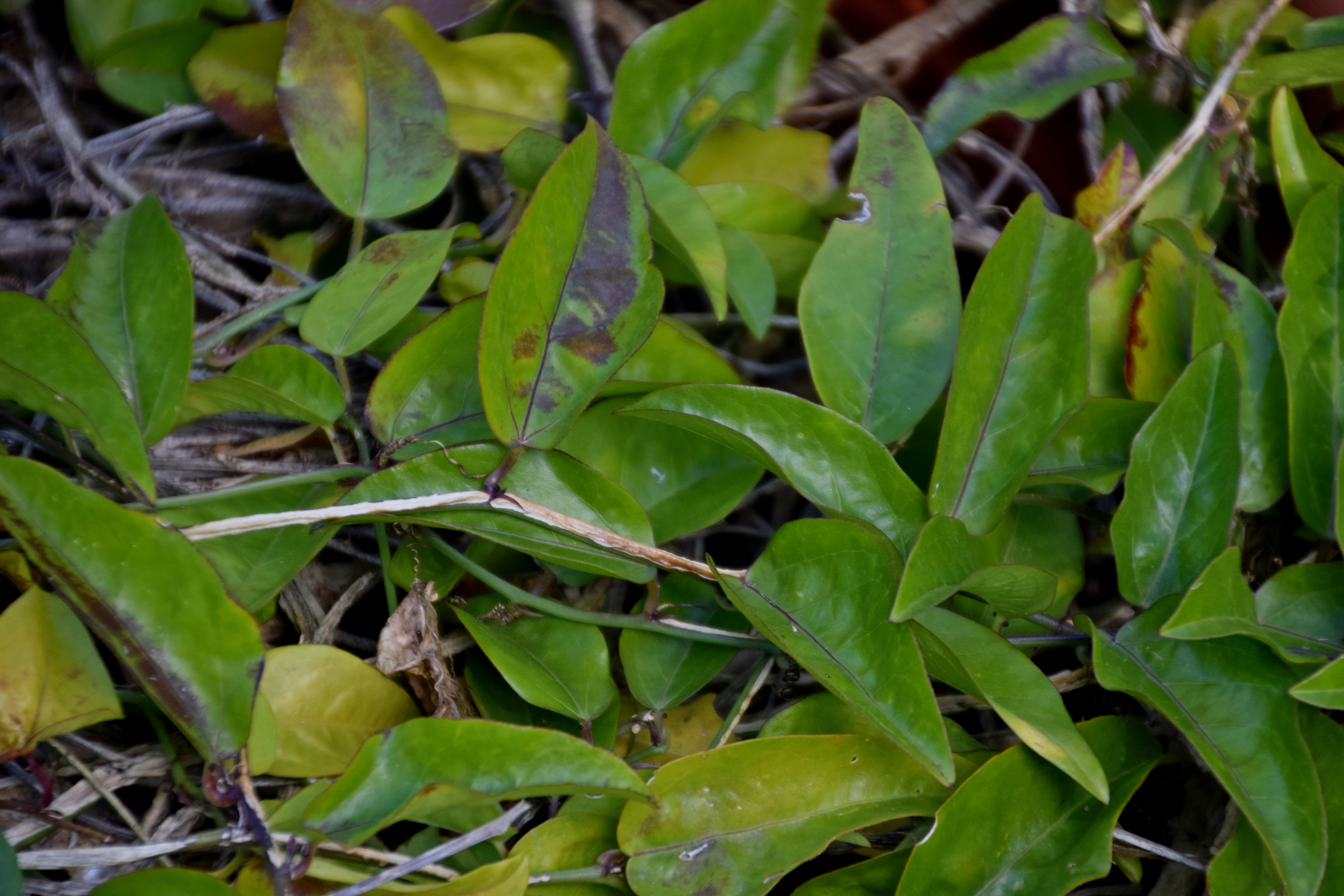
Liście gatunku

PokrójZdrewniałe, trwałe, owłosione liany.
LiścieBlaszka liściowa ma lancetowaty, owalnie lancetowate, owalny lub eliptyczny kształt. Nasada liścia jest rozwarta lub prawie sercowata. Mają 2,5–16 cm długości oraz 0,5–15 cm szerokości. Brzegi są całobrzegie lub faliste. Wierzchołek jest spiczasty. Ogonek liściowy jest owłosiony i ma długość 1–30 mm. Przylistki są wąskie, mają 1–4 mm długości.
KwiatyZebrane w pary. Działki kielicha są podłużnie lancetowate, białawe, mają 9–15 cm długości. Płatki są liniowe, białe, mają 7 cm długości. Przykoronek ułożony jest w jednym rzędzie, biały, ma 2–3 mm długości.
OwoceSą kulistego kształtu. Mają 1–1,7 cm średnicy.

## Biologia i ekologia
Występuje w lasach, zaroślach oraz na nieużytkach na wysokości do 1300 m n.p.m.